# Discografia dei Blue Öyster Cult
La discografia dei Blue Oyster Cult, gruppo musicale rock progressivo statunitense, conta 13 album registrati in studio, 5 live e 27 singoli.

## Album

### Album in studio
| Anno | Titolo                                                                                  | Classifiche | Classifiche | Classifiche | Classifiche | Classifiche | Classifiche | Classifiche | Classifiche | Classifiche | Classifiche |
|      |                                                                                         | US          | AUS         | AUT         | CAN         | NLD         | NOR         | NZ          | SWE         | SWI         | UK          |
| ---- | --------------------------------------------------------------------------------------- | ----------- | ----------- | ----------- | ----------- | ----------- | ----------- | ----------- | ----------- | ----------- | ----------- |
| 1972 | Blue Oyster Cult - Pubblicato: 16 gennaio 1972 - Etichetta: Columbia Records            | 27          | ?           | ?           | ?           | ?           | ?           | ?           | ?           |             |             |
| 1973 | Tyranny and Mutation - Pubblicato: 11 febbraio 1973 - Etichetta: Columbia Records       | 6           | —           | —           | —           | ?           | ?           | ?           | ?           |             |             |
| 1974 | Secret Treaties - Pubblicato: 5 aprile 1974 - Etichetta: Columbia Records               | —           | —           | —           | ?           | ?           | ?           | ?           | ?           |             |             |
| 1976 | Agents of Fortune - Pubblicato: 21 maggio 1976 - Etichetta: Columbia Records            | —           | —           | —           | ?           | ?           | ?           | ?           | ?           |             |             |
| 1977 | Spectres - Pubblicato: 10 novembre 1977 - Etichetta: Columbia Records                   | —           | —           | —           | ?           | ?           | ?           | ?           | ?           |             |             |
| 1979 | Mirrors (Blue Öyster Cult) - Pubblicato: 19 giugno 1979 - Etichetta: Columbia Records   | 45          | —           | —           | —           | —           | 28          | —           | —           |             |             |
| 1980 | Cultösaurus Erectus - Pubblicato: 14 giugno 1980 - Etichetta: Columbia Records          | 41          | 18          | —           | —           | —           | —           | —           | —           |             |             |
| 1981 | Fire of Unknown Origin - Pubblicato: 22 giugno 1981 - Etichetta: Columbia Records       | 39          | 47          | —           | —           | —           | —           | 24          | —           |             |             |
| 1983 | The Revölution by Night - Pubblicato: 8 novembre 1983 - Etichetta: Columbia Records     | ?           | ?           | ?           | ?           | ?           | ?           | ?           | —           |             |             |
| 1985 | Club Ninja - Pubblicato: 10 dicembre 1985 - Etichetta: Epic Records                     |             | —           | —           | —           | —           | —           | —           | —           |             |             |
| 1988 | Imaginos - Pubblicato: 15 luglio 1988 - Etichetta: MCA Records                          | 129         | —           | —           | —           | ?           | ?           | —           | —           |             |             |
| 1994 | Cult Classic - Pubblicato: 10 giugno 1994 - Etichetta: Herald                           | ?           | —           | 25          | 128         | 65          | 45          | —           | 18          |             |             |
| 1998 | Heaven Forbid - Pubblicato: 24 marzo 1998 - Etichetta: CMC International                | 60          | —           | 25          | 128         | 65          | 45          | —           | 18          |             |             |
| 2001 | Curse of the Hidden Mirror - Pubblicato: 5 giugno 2001 - Etichetta: Magna Carta Records | 60          | —           | 25          | 128         | 65          | 45          | —           | 18          |             |             |
| 2020 | The Symbol Remains - Pubblicato: 9 ottobre 2020 - Etichetta: Frontiers Records          | 60          | —           | 129         | —           | —           | —           | —           | —           |             |             |
| 2024 | Ghost Stories - Pubblicato: 12 aprile 2024 - Etichetta: Frontiers Records               | 60          | —           | 129         | —           | —           | —           | —           | —           |             |             |

### Live
| Anno | Informazioni Album                                                                                |
| ---- | ------------------------------------------------------------------------------------------------- |
| 1975 | On Your Feet or on Your Knees - Pubblicato: 1975 - Registrato: 1975 - Etichetta: Columbia Records |
| 1978 | Some Enchanted Evening - Pubblicato: 1978 - Registrato: 1978 - Etichetta: Columbia Records        |
| 1992 | Extraterrestrial Live - Pubblicato: 1992 - Registrato: 1992 - Etichetta: Columbia Records - Note: |
| 1991 | Live 1976 - Pubblicato: 1991 - Registrato: 1991 - Etichetta: Columbia Records - Note: 2CD set     |
| 2009 | A Long Day's Night - Pubblicato: 2002 - Registrato: 2002 - Etichetta: Sanctuary Records           |

### Raccolte
| Anno | Informazioni Album                                                                  |
| ---- | ----------------------------------------------------------------------------------- |
| 1990 | Career of Evil: The Metal Years - Pubblicato: 1990 - Etichetta: Columbia Records    |
| 1992 | Workshop of the Telescopes - Pubblicato: 1992 - Etichetta: Columbia Records - Note: |

## Singoli (parziale)
| Anno | Singoli                                  | Posizioni in classifica | Posizioni in classifica | Posizioni in classifica | Posizioni in classifica | Posizioni in classifica | Posizioni in classifica | Posizioni in classifica | Certificazioni | Album                         |
| Anno | Singoli                                  | US Cashbox              | US                      | US Main                 | US Rock                 | UK                      | CAN                     | IRL                     | Certificazioni | Album                         |
| --- | ---------------------------------------- | ----------------------- | ----------------------- | ----------------------- | ----------------------- | ----------------------- | ----------------------- | ----------------------- | -------------- | ----------------------------- |
| 1972 | "Cities on Flame with Rock and Roll"     | —                       | —                       | x                       | x                       | —                       | —                       | —                       |                | Blue Öyster Cult              |
| 1973 | "Hot Rails to Hell"                      | —                       | —                       | x                       | x                       | —                       | —                       | —                       |                | Tyranny and Mutation          |
| 1974 | "Career of Evil"                         | —                       | —                       | x                       | x                       | —                       | —                       | —                       |                | Secret Treaties               |
| 1974 | "Flaming Telepaths"                      | —                       | —                       | x                       | x                       | —                       | —                       | —                       |                | Secret Treaties               |
| 1975 | "Born to Be Wild"                        | —                       | —                       | x                       | x                       | —                       | —                       | —                       |                | On Your Feet or on Your Knees |
| 1975 | "Then Came the Last Days of May"         | —                       | —                       | x                       | x                       | —                       | —                       | —                       |                | On Your Feet or on Your Knees |
| 1976 | "(Don't Fear) The Reaper"                | 7                       | 12                      | x                       | 11                      | 16                      | 7                       | 17                      | - BPI: Platino | Agents of Fortune             |
| 1976 | "Sinful Love"                            | —                       | —                       | x                       | x                       | —                       | —                       | —                       |                | Agents of Fortune             |
| 1977 | "This Ain't the Summer of Love"          | —                       | —                       | x                       | x                       | —                       | —                       | —                       |                | Agents of Fortune             |
| 1977 | "Goin' Through the Motions"              | —                       | —                       | x                       | x                       | —                       | —                       | —                       |                | Spectres                      |
| 1978 | "Godzilla"                               | —                       | —                       | x                       | x                       | —                       | —                       | —                       |                | Spectres                      |
| 1978 | "I Love the Night"                       | —                       | —                       | x                       | x                       | —                       | —                       | —                       |                | Spectres                      |
| 1978 | "We Gotta Get Out of This Place"         | —                       | —                       | x                       | x                       | —                       | —                       | —                       |                | Some Enchanted Evening        |
| 1979 | "In Thee"                                | 92                      | 74                      | x                       | x                       | —                       | —                       | —                       |                | Mirrors                       |
| 1979 | "Mirrors"                                | —                       | —                       | x                       | x                       | —                       | —                       | —                       |                | Mirrors                       |
| 1979 | "You're Not the One (I Was Looking For)" | —                       | —                       | x                       | x                       | —                       | —                       | —                       |                | Mirrors                       |
| 1980 | "Fallen Angel"                           | —                       | —                       | x                       | x                       | —                       | —                       | —                       |                | Cultösaurus Erectus           |
| 1980 | "The Marshall Plan"                      | —                       | —                       | x                       | x                       | —                       | —                       | —                       |                | Cultösaurus Erectus           |
| 1980 | "Deadline"                               | —                       | —                       | x                       | x                       | —                       | —                       | —                       |                | Cultösaurus Erectus           |
| 1981 | "Burnin' for You"                        | 34                      | 40                      | 1                       | x                       | 76                      | 47                      | —                       |                | Fire of Unknown Origin        |
| 1982 | "Roadhouse Blues"                        | —                       | —                       | 24                      | x                       | —                       | —                       | —                       |                | Extraterrestrial Live         |
| 1983 | "Take Me Away"                           | —                       | —                       | 11                      | x                       | —                       | —                       | —                       |                | The Revölution By Night       |
| 1983 | "Shooting Shark"                         | —                       | 83                      | 16                      | x                       | 97                      | —                       | —                       |                | The Revölution By Night       |
| 1985 | "White Flags"                            | —                       | —                       | —                       | x                       | —                       | —                       | —                       |                | Club Ninja                    |
| 1986 | "Dancin' in the Ruins"                   | —                       | —                       | 9                       | x                       | —                       | —                       | —                       |                | Club Ninja                    |
| 1986 | "Perfect Water"                          | —                       | —                       | —                       | x                       | —                       | —                       | —                       |                | Club Ninja                    |
| 1988 | "Astronomy"                              | —                       | —                       | 12                      | x                       | —                       | —                       | —                       |                | Imaginos                      |
| "—" denotes a recording that did not chart or was not released in that territory. "×" denotes periods where charts did not exist or were not archived. |                                          |                         |                         |                         |                         |                         |                         |                         |                |                               |